# 元妃 (位号)
元妃，中國、越南皇帝以及日本天皇配偶的封號中，妃等級中的封號。除了少數朝代之外，元字通常不會用做側室封號，因為元是第一的意思，而在後宮中的第一人應為帝王的正妻，也就是中宮皇后。元妃作為側室封號時一般指地位僅次於皇后之妃。

## 中國
金代多有此封号，为仅次于皇后的尊贵位置。海陵王有兩位元妃，包括大氏和奈剌忽。金章宗妃李師兒封元妃。金世宗有兩位元妃，分別為张氏和李氏。
清朝的前身後金時期，君主妻子稱為福晋。后世文献将他们的某位福晋视为元配，稱為元妃。《满洲实录》称清太祖努爾哈赤福晋佟佳氏为“neneme gaiha fujin”，意为“先娶之福晋”。《清太祖武皇帝实录》或译为“先娶之后”。入关后重修《清太祖武皇帝实录》，改为“先娶之元妃”:39—40。清太宗皇太極的福晋鈕鈷祿氏亦称元妃，後有宸妃海兰珠追谥元妃。

## 日本
在飛鳥時代，元妃是指首位獲封妃的天皇妃嬪，地位僅次於皇后。如欽明天皇的首位皇妃倉稚綾姬皇女、孝德天皇的首位皇妃阿倍小足媛。

## 越南
越南的元妃是僅次於皇后的位號，始見於李朝，李聖宗李日尊之妃倚蘭夫人黎氏封為元妃，李惠宗李旵的順貞皇后陳氏容也曾封元妃。後黎朝中興時期，昭統帝黎維祁亦有元妃阮氏金。

## 朝鲜王朝
朝鲜王朝時期只有中殿、慈殿等配得上妃這個位號，世宗大王後王妃更定制不另上徽號。朝鮮沒出現過元妃，但朝鮮正祖有一後宮元嬪洪氏。